# Astèrope
Segons la mitologia grega, Astèrope (grec antic: Ἀστερόπη) o Estèrope (Στερόπη) va ser una de les Plèiades. Era filla d'Atlas i Plèione.
Es va casar amb Ares, amb el que va tenir un fill, Enòmau. Una altra tradició diu que s'havia casat amb el mateix Enòmau, i va tenir una filla, Hipodamia. Altres la casaven amb Hipèroc, amb qui va tenir Enòmau.